# Beta Caeli
Beta Caeli (10 Caeli) é uma estrela na direção da Caelum. Possui uma ascensão reta de 04h 42m 03.45s e uma declinação de −37° 08′ 41.2″. Sua magnitude aparente é igual a 5.04. Considerando sua distância de 90 anos-luz em relação à Terra, sua magnitude absoluta é igual a 2.83. Pertence à classe espectral F3V.